# Rafael Camacho Guzmán
Rafael Camacho Guzmán (Santiago de Querétaro, 1916 - Santiago de Querétaro, 1998) fue un político mexicano, miembro del Partido Revolucionario Institucional. Fue Gobernador de Querétaro desde el 1 de octubre de 1979 al 30 de septiembre de 1985.
Rafael Camacho Guzmán nació en la Ciudad de Querétaro en 1916. Estudió agronomía en Guanajuato. Obtuvo su licencia de locutor en 1942 y trabajó en la XEBZ en el Distrito Federal. Fue locutor oficial de la presidencia de la república durante el gobierno de Miguel Alemán. Participó en la fundación del Sindicato de Trabajadores de la Industria de la Radio y la Televisión (STIRT) y fue su dirigente de 1961 a 1979. Fue uno de los líderes más prominentes de la Confederación de Trabajadores de México y muy cercano a Fidel Velázquez. Fue elegido Senador en 1973 y Gobernador de Querétaro en las Elecciones de 1979.
Durante su administración realizó diversa obra pública como el Estadio "Corregidora de Querétaro", el nuevo auditorio Josefa Ortíz de Domínguez (en el mismo sitio donde existía un auditorio con el mismo nombre, que fue demolido para construir el que ahora existe) y la red de carreteras de la Sierra Gorda.